# 石缸胡同
石缸胡同，是位于中国北京市西城区中部的一条胡同。现已无存。

## 简介
石缸胡同为东西走向，南侧有一支巷，形状似“T”形，东起西单北大街，西、南都不通行。全长110米，平均宽2米。其东口位于灵境胡同西口稍偏北。明朝称史刚家胡同，因姓氏而得名。清朝谐音转称石缸胡同。1965年北京市整顿地名，将其南侧的南北走向的文华里并入。1990年代拆除。原址已成为拓宽改造的辟才胡同的一部分。